# Lange Straße (Parchim)

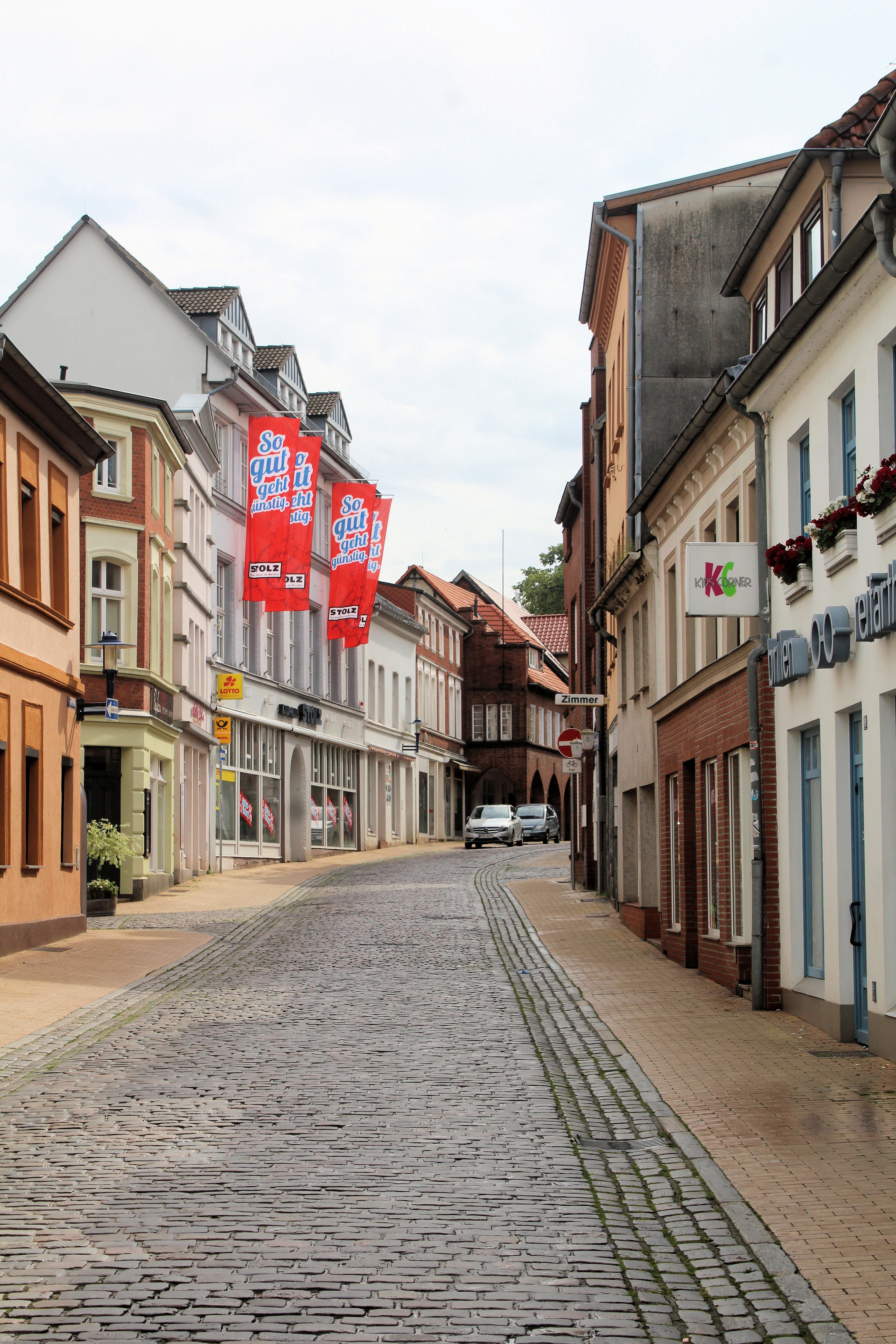
Straße im östlichen Bereich

Die historische Lange Straße in Parchim führt in West-Ost-Richtung von der Straße Vor dem Neuen Tor in der westlichen Neustadt zur Lindenstraße  in der östlichen Altstadt. Sie ist eine zentrale Einkaufsstraße der Kreisstadt im Landkreis Ludwigslust-Parchim.

## Nebenstraßen

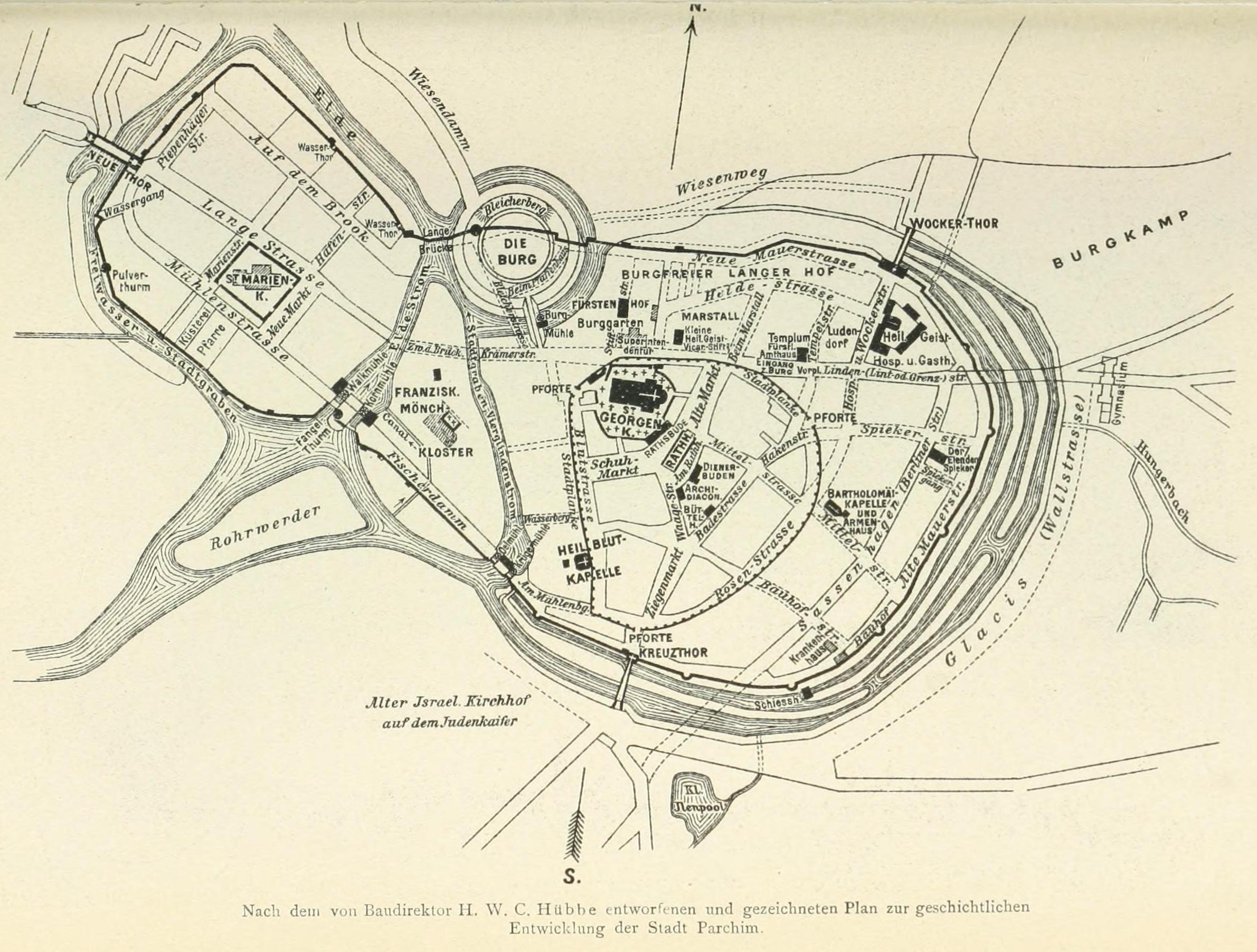
Parchim im Mittelalter

Die Nebenstraßen und Anschlussstraßen wurden benannt als Straße Vor dem Neuen Tor nach dem Tor in der Stadtmauer am Stadtgraben, Mühlenstraße nach den früheren Mühlen am Mühlendamm (Oel- und Krügermühle), Piepenhägerstraße vielleicht nach einer Abgabestelle für Tabakpfeifen (piep=Pfeife, uphägt=aufgehoben), um die Feuergefahr zu mindern, St. Marien-Straße nach der Marienkirche in der Neustadt, Hafenstraße, die zur Elde führt, Neuer Markt als neuer Markt in der Neustadt, Mönchhof nach dem Franziskaner-Kloster, Färbergrabenweg nach dem Handwerk der Färber, Bleicherstraße nach dem Bleicherberg an der ehem. Fürstenburg, wo gewerblich  Tücher und Stoffe zur Rasenbleiche ausgelegt wurden, Blutstraße nach der 1798 abgebrochenen achteckigen barocken Kapelle zum Heiligen Blut (Standort des Präsidentenhauses), Kirchgasse nach der Georgenkirche, Stiftstraße nach der ehem. Kleinen-Heilig-Geist-Vicarium-Stift Lindenstraße  nach den Linden (früher Lint- oder Grenzstraße).

## Geschichte

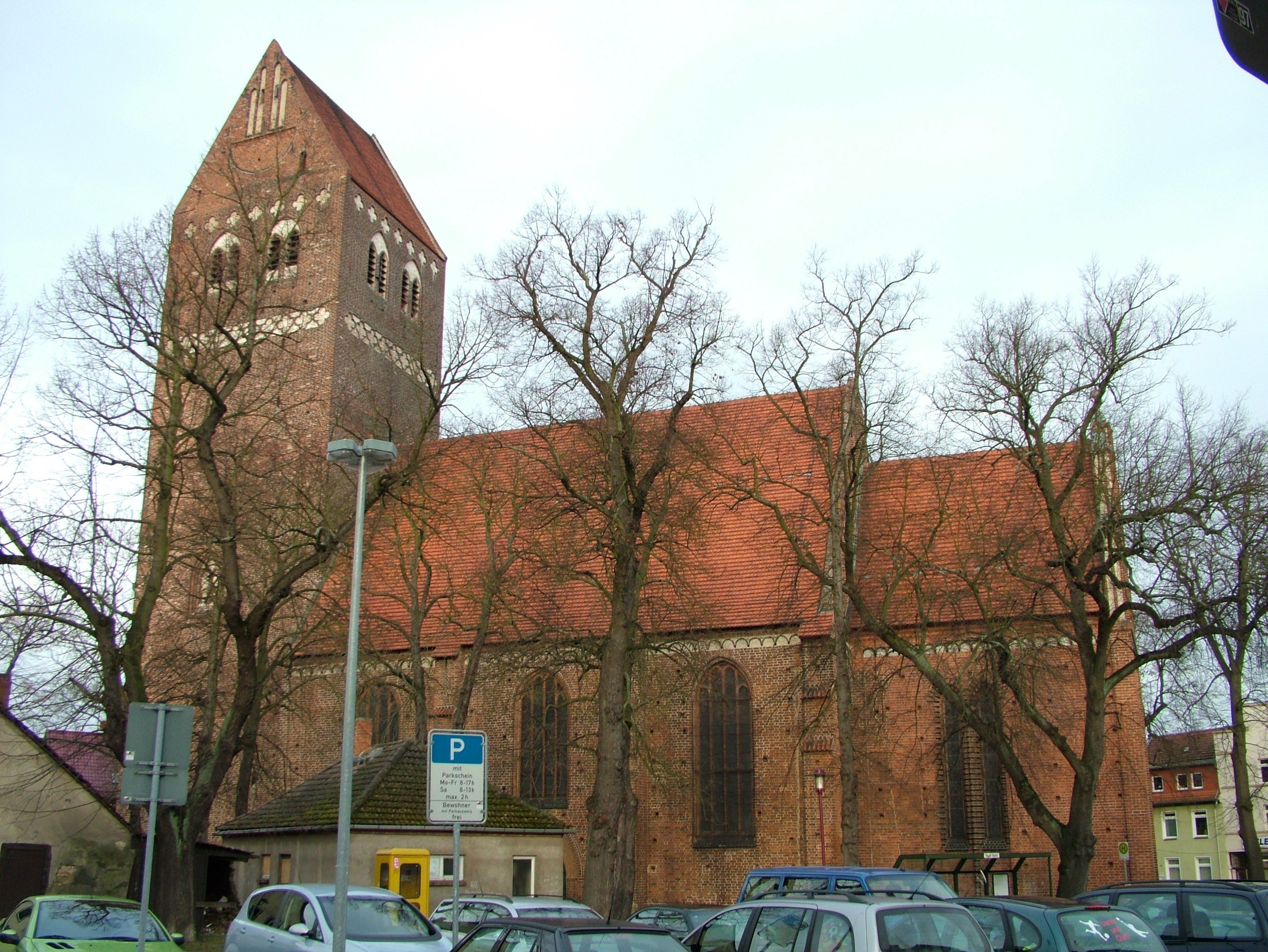
Marienkirche

### Name
Die 1355 erwähnte Straße longa platea wurde auf Grund ihrer Länge in Parchim so benannt. Ein mittleres Straßenstück führte früher den Namen Zwischen den Brücken (Elde bzw. Stadtgraben). Der östliche Teil bis zur Stadtgrabenbrücke wurde als Kremerstraße 1496 erwähnt und hieß bis Mitte des 19. Jahrhunderts (um 1857– max. 1873) Krämerstraße.
In der Zeit des Nationalsozialismus hieß sie ab 1939 bis 1945 Adolf-Hitler-Straße. Von 1945 bis 1950 dann wieder Lange Straße.  Von 1950 bis 1991 zusammen mit der Lindenstraße Straße des Friedens. Ab 1991 dann wieder die Trennung von Lange Straße und Lindenstraße.

### Entwicklung

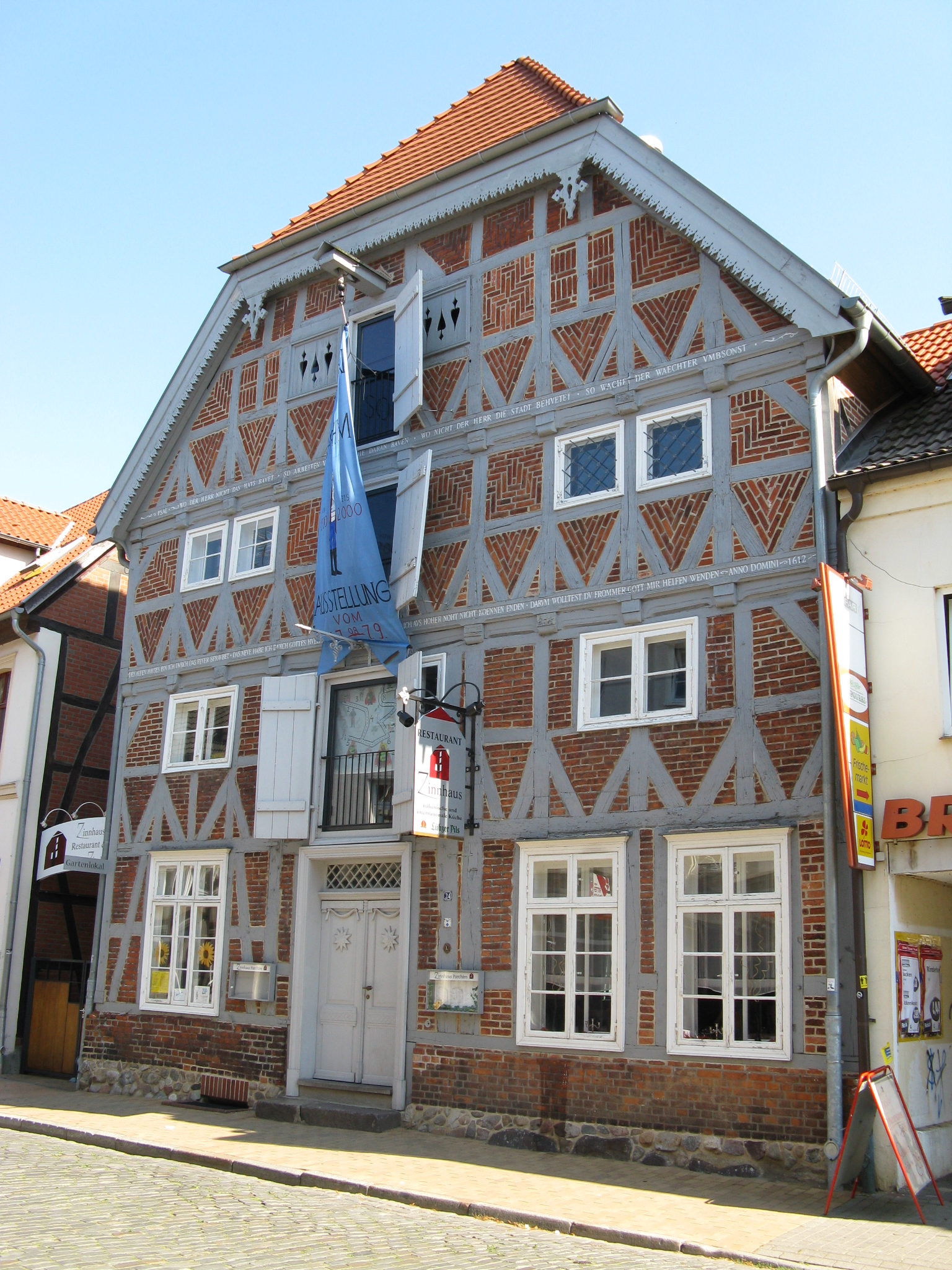
Nr. 24: Zinnhaus

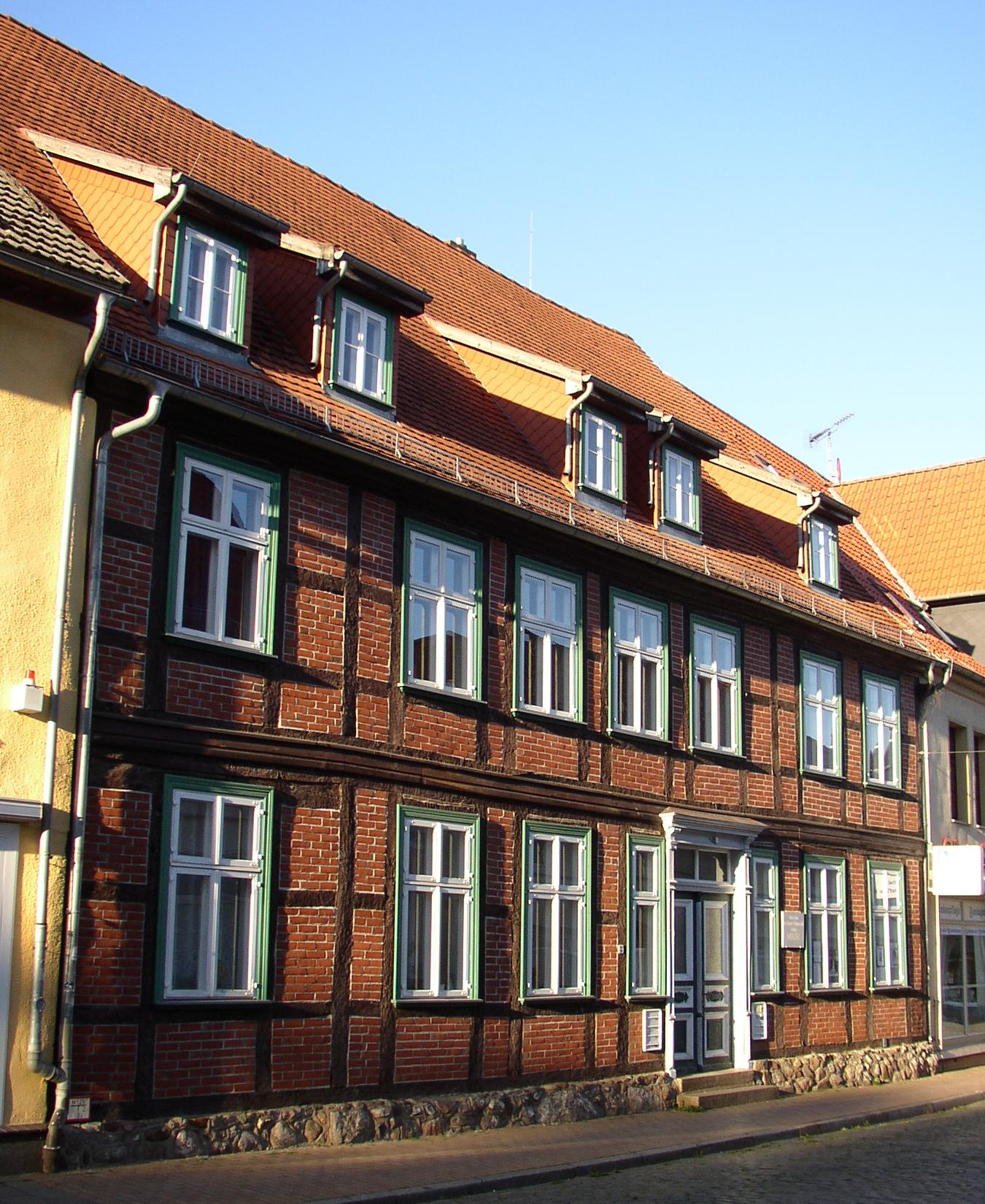
Nr. 28: Moltke-Haus

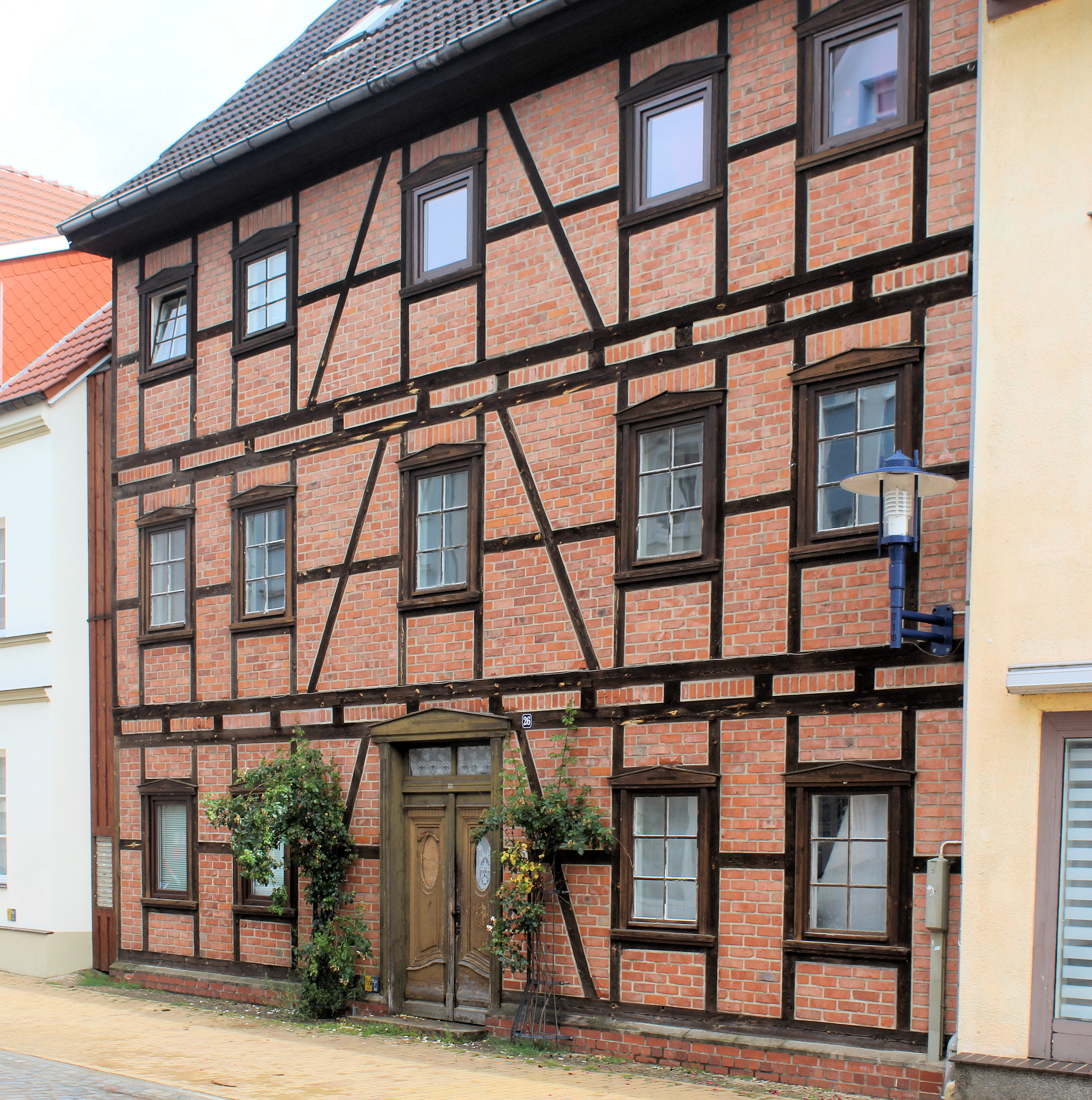
Nr. 60

Im Frühmittelalter bestand eine slawische Siedlung. 1170 wurde die Burg erwähnt, in der von 1238 bis 1248 der Landesfürst residierte. 1240 wurde am westlichen Eldeufer die Parchimer Neustadt gegründet, die durch diese Straße mit der Altstadt verbunden war. An der Straße entstand bis 1278 die Marienkirche. 1289 brannte ein Teil der Altstadt ab; die Georgenkirche wurde schwer beschädigt und bis 1307 neu aufgebaut. Bis 1310 errichtete man die Stadtmauer mit dem 1797 abgebrochenen Neuen Thor an der Langen Straße. 1612 vernichtete ein Brand große Teile der Stadt. Beim Wiederaufbau entstand 1612 auch das Zinnhaus. 1830/31 lebte der niederdeutsche Dichter Fritz Reuter in dieser Straße beim Bäckermeister Hilgendorff. Ab 1991 wurde die historische Altstadt und so auch die Straße und ihre Häuser im Rahmen der Städtebauförderung saniert.

## Gebäude, Anlagen (Auswahl)
An der Straße stehen zumeist zwei- bis dreigeschossige Häuser. Die mit (D) gekennzeichneten Häuser stehen unter Denkmalschutz.
Nordseite
- Brücke über die Elde mit Schleuse
- Nr. 2: 2-gesch. Wohnhaus mit Restaurant
- Nr. 3: 2-gesch. Wohnhaus mit Fleischerei
- Nr. 6: 3-gesch. Wohnhaus (D)
- Nr. 7/8: 2-gesch. achtachsiges Wohn- und Geschäftshaus mit markantem Gesims
- Nr. 9–11: 2-gesch. Wohn- und Geschäftshaus mit Restaurant
- Nr. 13: 3-gesch. Wohn- und Geschäftshaus (D), Eckhaus
- Nr. 20: 2-gesch. Wohn- und Geschäftshaus (D)
- Nr. 21: 3-gesch. Wohn- und Geschäftshaus (D), Fachwerkhaus
- Nr. 22: 2-gesch. Wohn- und Geschäftshaus (D)
- Nr. 23: 2-gesch. Wohnhaus (D)
- Nr. 24: 3-gesch. Zinnhaus von 1612 (D), ehem. Wohnhaus und Speicher, Fachwerkgiebelhaus in Ständerbauweise mit Krüppelwalmdach nach Stadtbrand von 1612 vom damaligen Stadtsprecher und Provisor der Marienkirche Jürgen Clausen erbaut, Nutzung ab 1750 als Zinngießerei, um 1800 klassizistisch umgestaltet, Zinngießerei, dann Haus des Stadtwachtmeisters, 2001 saniert durch die WOBAU Parchim nach Plänen von Mikolajczyk, Keßler und Kirsten (Schwerin), heute Zinnmuseum (im Sommer), für Vereine und Restaurant
- Nr. 25: 2-gesch. verputztes Wohnhaus
- Nr. 26: 3-gesch. Wohnhaus (D)
- Nr. 28: 2-gesch. Wohnhaus von 1801 (D), Fachwerkhaus, Geburtshaus von Helmuth von Moltke (1800–1891), saniert als Moltke-Gedächtnisstätte Parchim von der Moltke-Stiftung Berlin und der Stadt
- Nr. 29: 2-gesch. Haus mit Moltke-Apotheke
- Nr. 37: 3-gesch. Wohn- und Geschäftshaus (D)
- Nr. 43: 3-gesch. Kaufhaus Stolz (D)
- Nr. 44: 2-gesch. Kaufhaus Stolz (D)
- Nr. 46: Wohn- und Geschäftshaus

Südseite

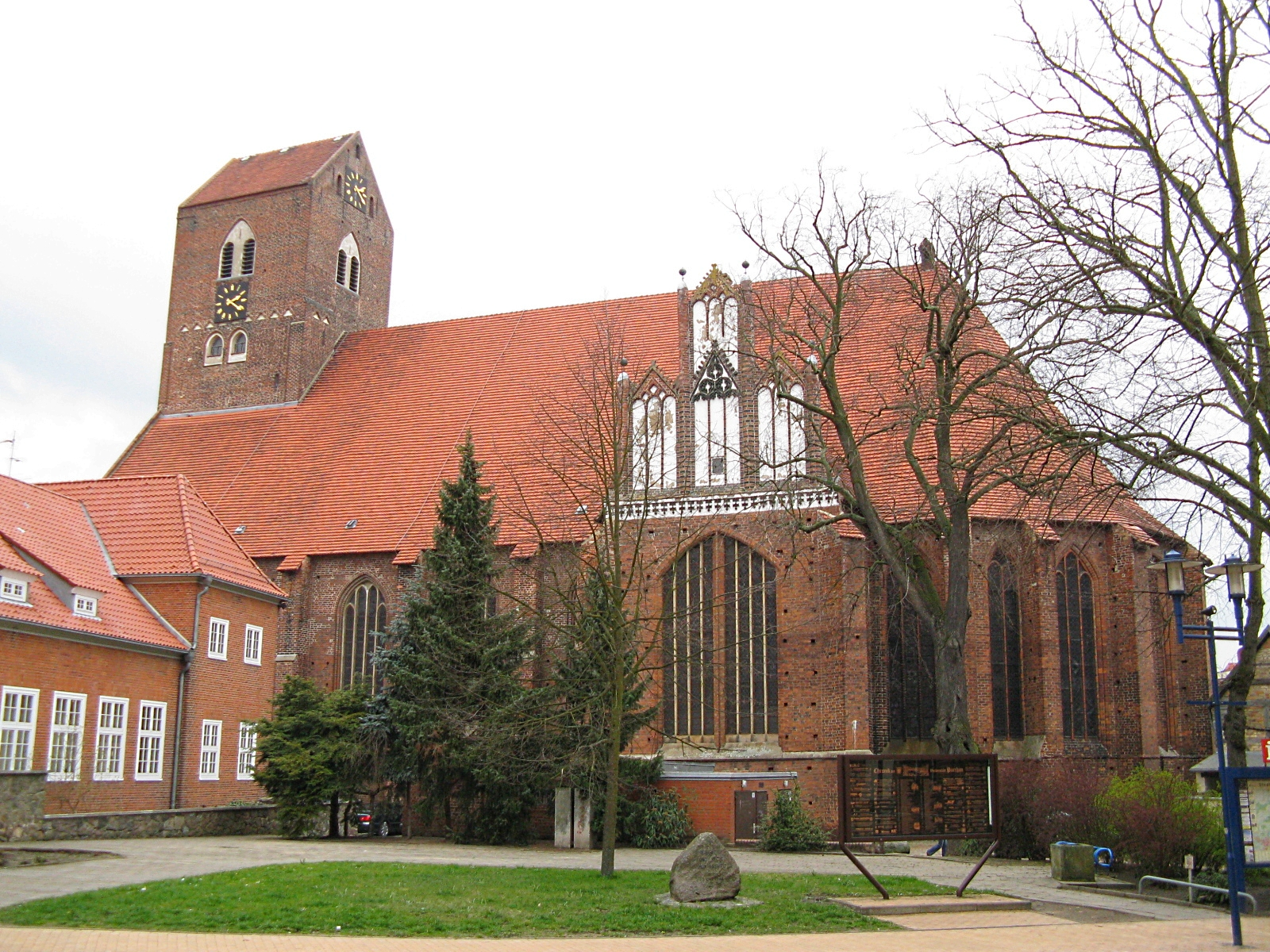
St. Georgenkirche, gotische, dreischiffige Hallenkirche in Backsteinen von ab 1289, Teile vom Chor und der Westfassade von um 1229, Erweitert um 1420/30, Turm 1612 zerstört; Wiederaufbau mit geringerer Höhe und Satteldach
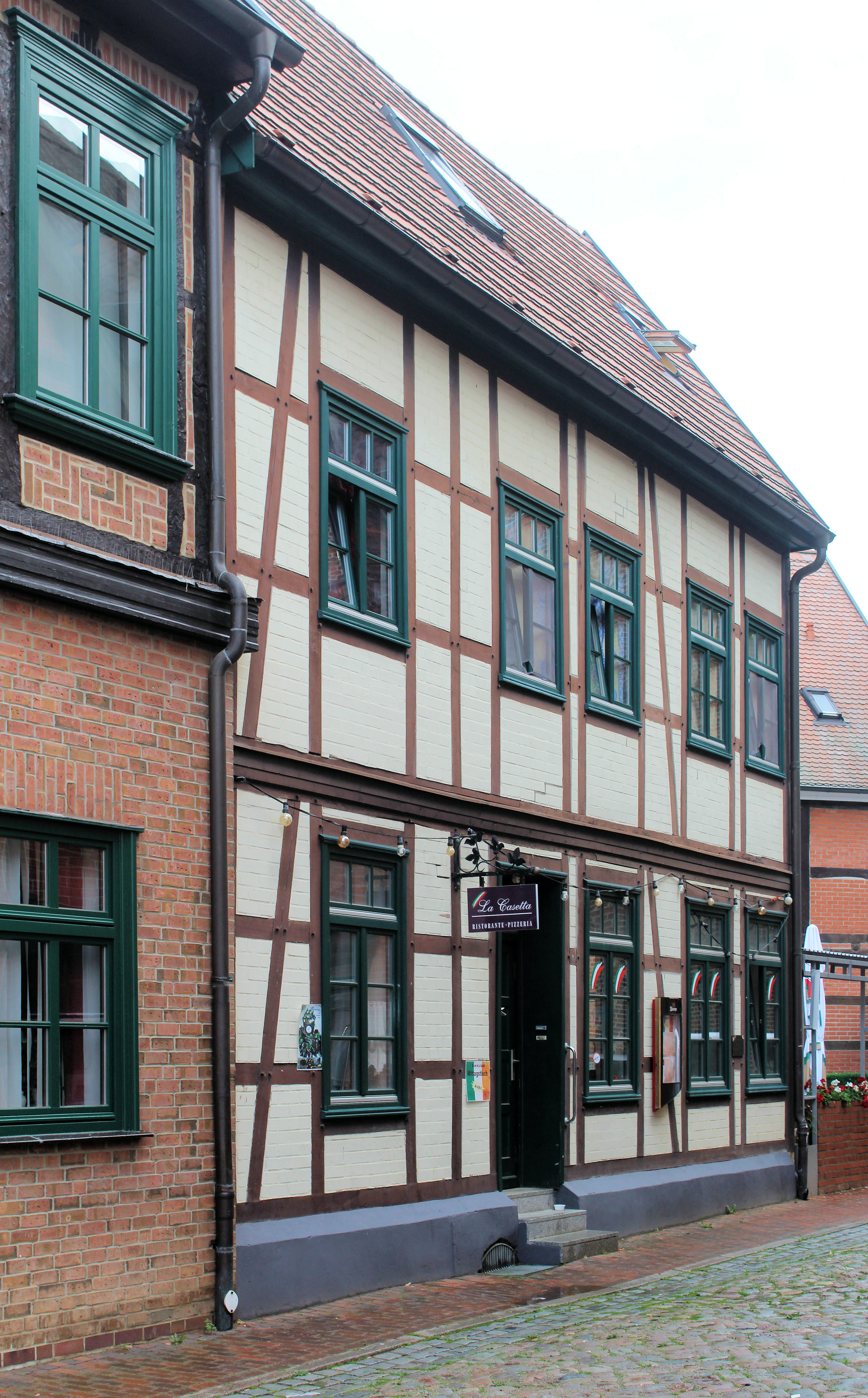
Nr. 47: 3-gesch. Kino (D)
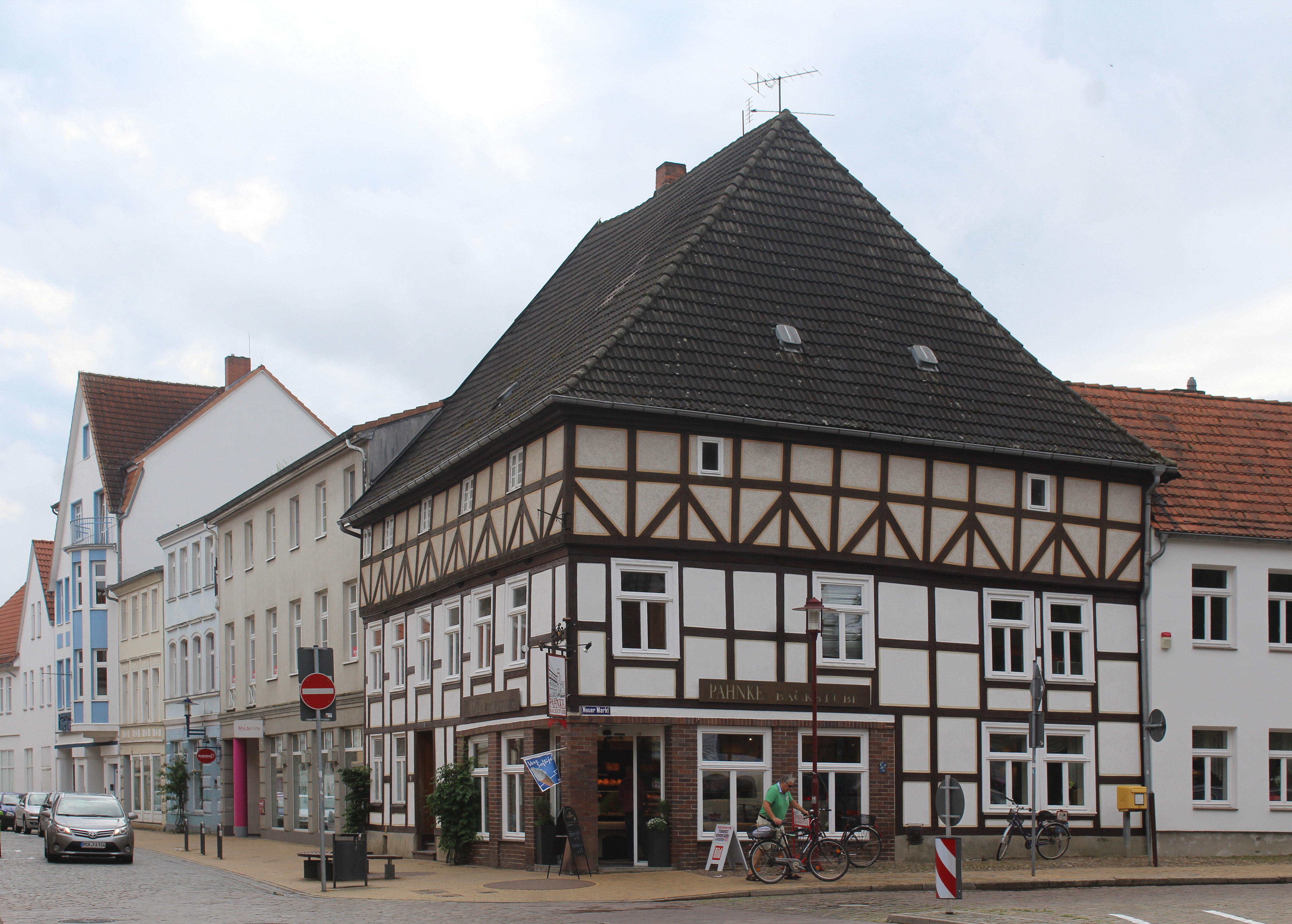
Nr. 48: 2-gesch. Wohn- und Geschäftshaus (D)
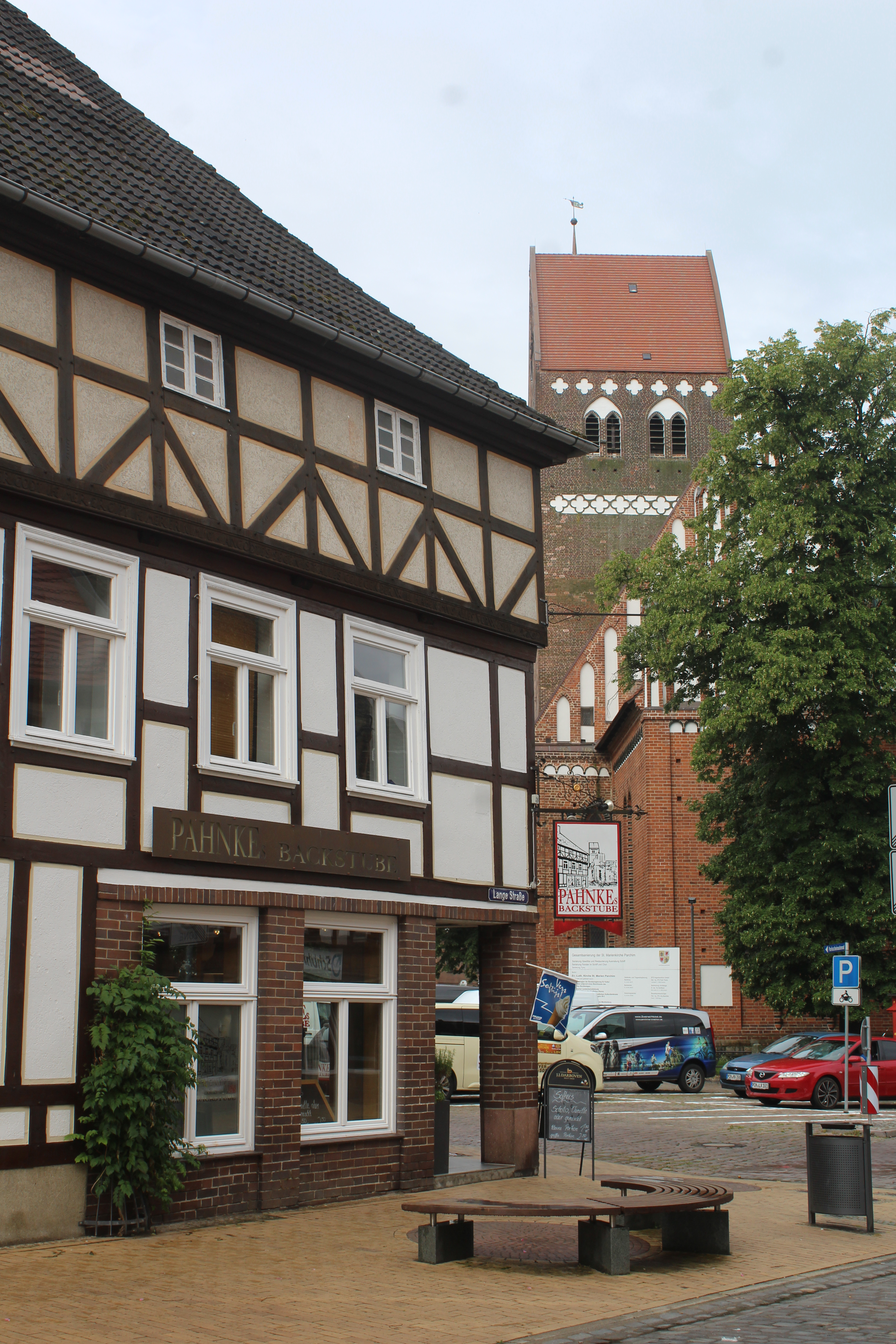
Nr. 49: 2-gesch. Wohn- und Geschäftshaus (D)
- Nr. 50: 2-gesch. Wohn- und Geschäftshaus (D)
- Mr. 51: 2-gesch. Fachwerkhaus mit Restaurant
- Nr. 52: 2-gesch. Wohn- und Geschäftshaus
- Blutstraße Nr. 20: DAK-Gesundheit Servicezentrum
- Nr. 54: 2-gesch. Eckhaus zur Blutstraße mit Restaurant
- Nr. 57: 3-gesch. Wohnhaus (D)
- Nr. 60: 3-gesch. Wohnhaus mit Fachwerkfassade
- Nr. 67: 3-gesch. Wohnhaus (D)
- Nr. 75: 3-gesch. Wohnhaus (D), Fachwerkhaus mit Walmdach als Eckhaus Neuer Markt mit Café
- St.-Marien-Kirche: Gotische dreischiffige Backstein-Hallenkirche von ab 1250 (D); im frühen 14. Jahrhundert fertiggestellt mit zweijochigem, gotischen Anbau mit Sterngewölbe vom 15. Jh. an der Nordseite; Chor 1869 baufällig, 1908 erneuert
- Nr. 76: 3-gesch. Wohn- und Geschäftshaus (D)
- Nr. 80: 2-gesch. Wohnhaus (D) als Eckhaus
- Nr. 89: 3-gesch. Wohnhaus (D)